# Thạnh Lộc, Giồng Riềng
Thạnh Lộc là một xã thuộc huyện Giồng Riềng, tỉnh Kiên Giang, Việt Nam.

## Địa lý
Xã Thạnh Lộc có vị trí địa lý:
- Phía đông giáp xã Ngọc Thuận
- Phía tây giáp xã Thạnh Phước
- Phía nam giáp xã Ngọc Thành và xã xã Thạnh Hưng
- Phía bắc giáp thành phố Cần Thơ.

Xã Thạnh Lộc có diện tích 56,69 km², dân số năm 2020 là 14.389 người, mật độ dân số đạt 254 người/km².

## Hành chính
Xã Thạnh Lộc được chia thành 6 ấp: Thạnh An, Thạnh Hiệp, Thạnh Lợi, Thạnh Thắng, Thạnh Thới, Thạnh Vinh.

## Lịch sử
Ngày 10 tháng 10 năm 1981, Hội đồng Bộ trưởng ban hành Quyết định 109-HĐBT về việc chia xã Thạnh Hưng thành bốn xã lấy tên là xã Thạnh Phước, xã Tân Nguyên, xã Hiệp Lộc và xã Thạnh Hưng.
Ngày 31 tháng 5 năm 1991, Ban Tổ chức Chính phủ ban hành Quyết định số 288-TCCP về việc sáp nhập ba xã Thạnh Phước, Tân Nguyên và Hiệp Lộc vào xã Thạnh Hưng.
Ngày 18 tháng 3 năm 1997, Chính phủ ban hành Nghị định số 23-CP về việc thành lập thành lập xã Thạnh Lộc trên cơ sở 4.673 ha diện tích tự nhiên và 9.576 nhân khẩu của xã Thạnh Hưng.